# Liste des députés européens de Chypre de la 8e législature

Cet article présente la liste des députés européens de Chypre élus lors des élections européennes de 2014 à Chypre.
| Nom                                                                                       | Parti                                     | Groupe parlementaire européen   |
| ----------------------------------------------------------------------------------------- | ----------------------------------------- | ------------------------------- |
| Dimítris Papadákis                                                                        | EDEK                                      | S&D                             |
| Kóstas Mavrídis                                                                           | DIKO                                      | S&D                             |
| Eléni Theochárous                                                                         | DISY (jusqu'en 2015) Mouvement solidarité | PPE CRE (à partir de mars 2016) |
| Leftéris Christofórou À partir du 3 novembre 2014 en remplacement de Chrístos Stylianídis | DISY                                      | PPE                             |
| Neoklís Sylikiótis                                                                        | AKEL                                      | GUE/NGL                         |
| Tákis Chatzigeorgíou                                                                      | AKEL                                      | GUE/NGL                         |

## Représentation politique

### Avant mars 2016
| Groupe | Groupe                                                                    | Sièges | +/-           |
| ------ | ------------------------------------------------------------------------- | ------ | ------------- |
|        | Groupe du Parti populaire européen                                        | 2 / 6  | en stagnation |
|        | Alliance progressiste des socialistes et démocrates au Parlement européen | 2 / 6  | en stagnation |
|        | Conservateurs et réformistes européens                                    | 0 / 6  | en stagnation |
|        | Alliance des démocrates et des libéraux pour l'Europe                     | 0 / 6  | en stagnation |
|        | Gauche unitaire européenne/Gauche verte nordique                          | 2 / 6  | en stagnation |
|        | Groupe des Verts/Alliance libre européenne                                | 0 / 6  | en stagnation |
|        | Europe de la liberté et de la démocratie directe                          | 0 / 6  | en stagnation |
|        | Europe des nations et des libertés                                        | 0 / 6  | en stagnation |
|        | Non-inscrits                                                              | 0 / 6  | en stagnation |

### Depuis mars 2016
| Groupe | Groupe                                                                    | Sièges | +/-           |
| ------ | ------------------------------------------------------------------------- | ------ | ------------- |
|        | Groupe du Parti populaire européen                                        | 1 / 6  | 1             |
|        | Alliance progressiste des socialistes et démocrates au Parlement européen | 2 / 6  | en stagnation |
|        | Conservateurs et réformistes européens                                    | 1 / 6  | 1             |
|        | Alliance des démocrates et des libéraux pour l'Europe                     | 0 / 6  | en stagnation |
|        | Gauche unitaire européenne/Gauche verte nordique                          | 2 / 6  | en stagnation |
|        | Groupe des Verts/Alliance libre européenne                                | 0 / 6  | en stagnation |
|        | Europe de la liberté et de la démocratie directe                          | 0 / 6  | en stagnation |
|        | Europe des nations et des libertés                                        | 0 / 6  | en stagnation |
|        | Non-inscrits                                                              | 0 / 6  | en stagnation |